# Орехово (Белгородская область)
Орехово — село в Валуйском районе Белгородской области России. Входит в состав Яблоновского сельского поселения.

## География
Село находится в юго-восточной части Белгородской области, в лесостепной зоне, в пределах юго-западной части Среднерусской возвышенности, к западу от реки Оскол, на расстоянии примерно 6 километров (по прямой) к западу от города Валуйки, административного центра района. Абсолютная высота — 199 метров над уровнем моря.
Климат характеризуется как умеренно континентальный. Средняя температура января −7,4 °C, средняя температура июля +20,3 °C. Годовое количество осадков составляет около 500 мм. Среднегодовое направление ветра юго-западное.
Часовой пояс
Село Орехово, как и вся Белгородская область, находится в часовой зоне МСК (московское время). Смещение применяемого времени относительно UTC составляет +3:00.

## Население
| 1859 | 1897 | 2002 | 2010 |
| ---- | ---- | ---- | ---- |
| 553  | ↗735 | ↘242 | ↘99  |

Половой состав
По данным Всероссийской переписи населения 2010 года в гендерной структуре населения мужчины составляли 45,8 %, женщины — соответственно 54,2 %.
Национальный состав
Согласно результатам переписи 2002 года, в национальной структуре населения русские составляли 95 %.

## Инфраструктура
Функционируют сельский клуб и фельдшерско-акушерский пункт.

## Улицы
Уличная сеть села состоит из трёх улиц и одного переулка.